# Cromlech vom Puy de Pauliac
Der Cromlech vom Puy de Pauliac (auch Aubazines genannt) liegt auf einer Lichtung im Wald nördlich der Spitze des 524 m hohen Puy de Pauliac, nordwestlich von Rochesseux, bei Aubazines im Département Corrèze in Frankreich.
Der Cromlech aus vielen, meist weniger als einen Meter hohen, eng stehenden Steinen bildet ein abgerundetes Quadrat von 40 bis 50 Meter Seitenlänge. An der südlichen, aufsteigenden Seite befindet sich ein 10 bis 15 Meter hoher natürlicher Fels, von dem sich der Cromlech in beide Richtungen erstreckt und, andere natürliche Felsen verbindend, das Gebiet umschließt.

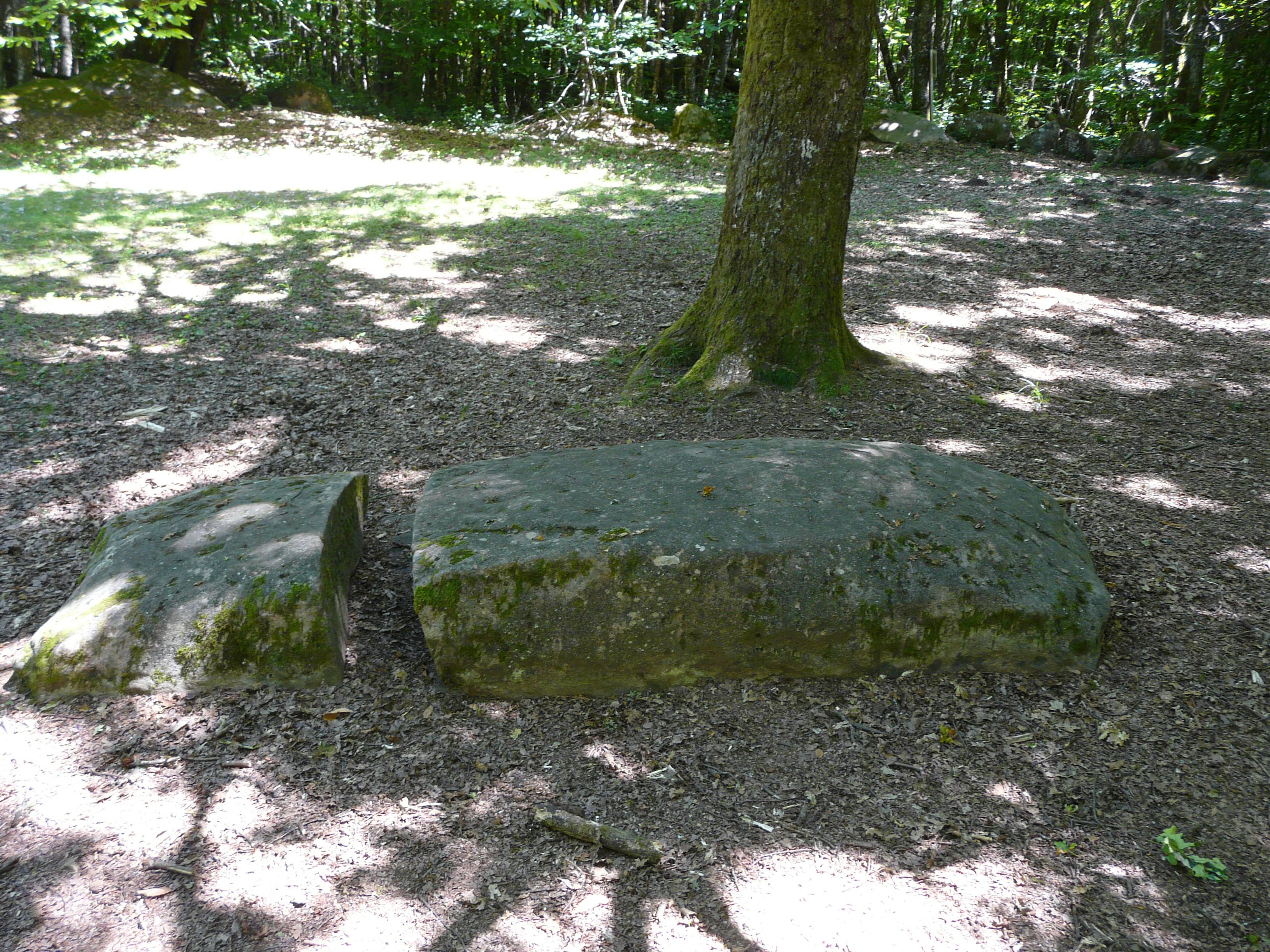
Cromlech vom Puy de Pauliac

Innerhalb des Cromlechs liegen einige verwitterte Granitplatten, von denen eine 2,5 m lang ist und einen großen Spalt hat. 
In der Nähe liegt der Dolmen von Rochesseux.